# Giambattista Vico
Pour les articles homonymes, voir Vico.
Giambattista Vico ou Giovan Battista Vico, né le 23 juin 1668 à Naples où il est mort le 23 janvier 1744, est un philosophe de la politique, un rhétoricien, un historien et un juriste napolitain, qui élabora une métaphysique et une philosophie de l'histoire.
Dans ses ouvrages dont le plus célèbre est La Science nouvelle (Scienza Nuova, 1725), Vico critique le développement du rationalisme moderne et se veut un apologiste de l’Antiquité classique. Il est considéré comme le précurseur de la pensée complexe, opposée à l’analyse cartésienne et autres formes de réductionnisme et comme le premier penseur à avoir exposé les aspects fondamentaux des sciences sociales, encore que ses conceptions n’aient pas nécessairement influencé les premiers sociologues.
On lui doit également la proposition verum esse ipsum factum (« le vrai est le faire même »), qui peut être vue comme une manifestation précoce de l'épistémologie constructiviste,.
Par ailleurs, la Science nouvelle ayant fait l'objet par Jules Michelet, d'une traduction assez libre avec le sous-titre Philosophie de l'histoire, Vico est souvent cité comme celui qui en jeta les fondements après Ibn Khaldoun, bien que cette expression ne se trouve pas dans ses écrits (Vico utilise l’expression d’« histoire de la philosophie racontée philosophiquement »).
L’intérêt pour son œuvre a été récemment stimulé par des tenants de l'historicisme, notamment Isaiah Berlin et Hayden White,.

## Biographie
Il est le fils d’un libraire pauvre avec huit enfants à charge qui était membre de la confrérie des libraires de Saint-Blaise-Majeur, ce qui explique que Giambattista Vico ait été baptisé à l'église San Biagio Maggiore, siège de la confrérie.
Selon ses dires (Vie de Giambattista Vico écrite par lui-même, 1728), il fait des études assez décousues, à la suite d'une chute et d'une fracture du crâne qui le laisse introverti et mélancolique. Même s'il a étudié la philosophie au collège des Jésuites à Naples, il se plaît à se définir comme un autodidacte. Il est éduqué par un jésuite, Giuseppe Ricci, qui l'initie à la philosophie, en particulier au cartésianisme. Il fait des études de droit et d'histoire, tout en consacrant son temps libre à la philosophie.
En 1686, il est précepteur des enfants du marquis de Vatolla, près de Naples. Il est introduit dans les milieux matérialistes, c'est-à-dire atomistes, considérés comme athées. Il devient l'ami de Paul Mathias Doria (1662-1746), philosophe cartésien qui a évolué vers l'humanisme platonicien et le christianisme augustinien.
Il se marie avec une femme issue d'un milieu très modeste, illettrée, dont il aura une famille nombreuse.
En 1699, il est recruté par concours à l'Université de Naples comme professeur de rhétorique. Son activité intellectuelle se traduit essentiellement par la publication des discours inauguraux qu'il prononce solennellement à chaque rentrée universitaire, parmi lesquels, en 1709, son premier ouvrage sur la théorie des sciences, le De nostri Temporis Studiorum ratione (La méthode des études de notre temps). À partir de 1723, il entreprend la publication de plusieurs versions, toutes plutôt mal accueillies de son œuvre majeure, La Science Nouvelle et de son autobiographie, publiée à Venise en 1728. Il a des ennuis d'argent et est malade. Il quitte son poste de professeur en 1742 mais son fils Gennaro lui succède.
De 1735 à sa mort, il est historiographe auprès du roi philosophe et philanthrope Charles III (Roi d’Espagne, de Naples, de Sicile, et de Jérusalem). En 1743, il achève une nouvelle version de La Science Nouvelle, et meurt le 22 janvier 1744. Son ouvrage est publié à Naples en juillet de la même année. Il est inhumé en l'église des Oratoriens de Naples.

## Le contexte intellectuel de l'Italie à l'aube duXVIIIesiècle

### L'Italie morcelée et la tendance à l'unité
Depuis l'Empire romain, l'Italie n'existe plus en tant que nation et est morcelée : royaumes de Naples, de Sardaigne et de Sicile aux mains des Espagnols, États de l'Église, de Rome à Bologne, République de Venise, royaume de Savoie, Etats florentins et milanais plus ou moins indépendants. L'unité italienne subsiste et se réveille toutefois à travers les activités intellectuelles et essentiellement littéraires (les écrivains de langue « vulgaire », c'est-à-dire qui abandonnent le latin : Dante, Pétrarque, Machiavel, etc), et la conscience d'un génie proprement italien reconnu dans toute l'Europe pour les ingénieurs et les savants de la Renaissance, les peintres, les musiciens. Il serait anachronique de parler d'un nationalisme italien, mais une certaine nostalgie et fierté de la grandeur de l'empire romain se fait sentir. Pendant la vie de Vico, le royaume de Naples est passé de la domination espagnole à celle des Autrichiens (1707), puis est reconquis par les Espagnols en 1734, non sans que l'influence de l'État pontifical ne se fît sentir.

### Influence de l'Église et de la tradition scolastique
À la naissance de Vico, il n'y a que trente-cinq ans que Galilée a été condamné par le Saint-Office (1633), et les nouvelles tendances scientifiques et philosophiques sont considérées comme dangereuses pour diverses raisons : l'accent mis sur l'expérimentation et l'enquête met en cause le principe selon lequel la vérité est à rechercher dans les textes et la tradition ; l'idée que la conscience et la raison individuelles sont juges de la vérité confine au protestantisme ; l'atomisme rappelle Épicure et Lucrèce, qui représentent aux yeux de l'Église l'athéisme lui-même. La réaction se fait par le moyen des tribunaux ecclésiastiques et sur le plan intellectuel. A Naples, où les intérêts espagnols rencontrent ceux de l'Église, des procès ont lieu contre les athées entre 1688 et 1693. En Toscane, les travaux de Toricelli sur la pression de l'air se conduisaient clandestinement. Devant les dangers des nouveautés intellectuelles, les penseurs catholiques réaffirment la valeur des méthodes scolastiques et des principes aristotéliciens.

### L'héritage de la Renaissance: les ingénieurs, Giordano Bruno, Galilée
À partir de la Renaissance et pendant l'âge baroque, se développe en Europe un nouveau métier, qui réunit ceux de l'artisan et du savant. L'artisan opère grâce à des recettes qui marchent, le savant spécule à partir de textes et de principes métaphysiques. Les ingénieurs vont développer un nouveau savoir inspiré non d'Aristote, mais plutôt d'Archimède, « très généralement considéré non seulement comme le plus grand mathématicien, mais comme le plus grand ingénieur de l'Antiquité », dans lequel ils exposent les connaissances nécessaires pour commander les artisans dans leurs réalisations. Ce travail, qui conditionne le développement scientifique ultérieur, et en particulier celui de la méthode expérimentale en science, concerne tous les domaines : la métallurgie, le travail du verre, la construction de bateaux et de machines et l'architecture, civile et militaire, la balistique, l'hydraulique (et donc la chimie, l'optique, la mécanique, l'astronomie, la physique, les mathématiques, la médecine et même les sciences sociales). Techniciens et savants ne se comprennent pas toujours et peuvent même se mépriser mutuellement, ils sont néanmoins contraints de constater qu'ils étudient les mêmes réalités.
Giordano Bruno (1548-1600), né près de Naples, meurt sur le bûcher pour avoir développé une conception générale du monde issue des théories de Copernic, qui inclut non seulement des thèses hérétiques comme la pluralité des mondes et que la Terre (et, par conséquent, l'Homme) n'est pas le centre de l'Univers, mais aussi celle que les corps sont mus par une force immanente, qui conduit à l'accusation de panthéisme, pratiquement équivalente à celle d'athéisme. Le rayonnement de Giordano Bruno dans les cercles intellectuels italiens du XVIIe siècle est très important.
Celui de Galileo Galilei (1564-1642) ne l'est pas moins. S'il partage la critique du géocentrisme aristotélicien avec Copernic et Bruno, à la différence de celui-ci, « sa généralisation n'est pas une spéculation pure ; elle était prudente ; à la fois limitée, réfléchie et vérifiée ». Galilée est surnommé Il Saggiatore, que l'on traduit généralement par l'expérimentateur. Galilée, tout théoricien qu'il est, introduit la conscience des limites du raisonnement pur dans la connaissance.

### Gassendi
Giordano Bruno avait tiré des conséquences métaphysiques du système copernicien, Gassendi (1592-1655) tira des conséquences toutes différentes des théories galiléennes. Il en fit un matérialisme ontologique inspiré de Démocrite et de Lucrèce. La diffusion de ses idées servit en quelque sorte de déguisement à celles de Galilée, interdites, avec la double conséquence d'en permettre une certaine connaissance et que cette connaissance fût faussée, car elle ne correspondait pas à l'esprit de la démarche de Galilée, peu porté à l'interprétation et à l'induction métaphysiques.

### Le cartésianisme
L'œuvre de Descartes (1596-1650) connut un réel succès partout en Europe et en particulier à Naples. C'est surtout la méthode géométrique et la conception de la matière comme étendue qui constituaient le fond du cartésianisme professé à Naples. Doria, proche de Vico (voir ci-dessus), s'opposa au mécanisme cartésien, non par référence à la scolastique, mais à l'humanisme platonicien.

### Les échanges européens; Bacon, Pascal, Newton

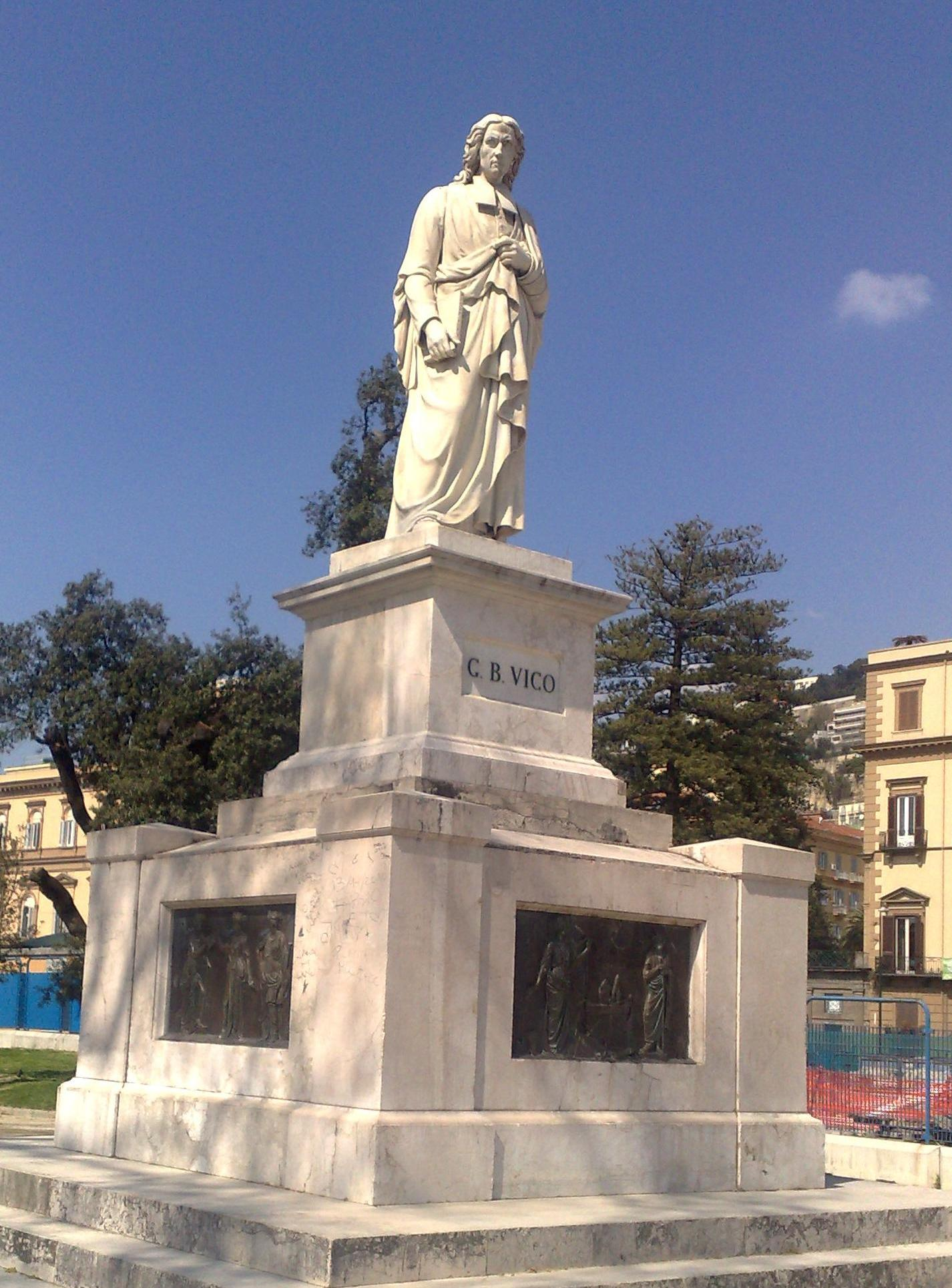
Statue de Giambattista Vico à Naples

Dans toute l'Europe, les idées circulaient parmi les élites intellectuelles, grâce à des imprimeurs dont la plupart étaient installés aux Pays-Bas et à Venise. On l'a vu, les idées de Descartes étaient bien connues à Naples. Il faut encore mentionner, parmi d'autres, trois auteurs importants, Bacon, Pascal et Newton.
Francis Bacon (1561-1626) « est généralement considéré comme l'inventeur de la formule knowledge is power », et « est le premier d'une longue lignée de philosophes à l'esprit scientifique qui ont insisté sur l'importance de l'induction opposée à la déduction ». Bacon a inventé une induction qui n'est pas seulement par généralisation à partir d'un nombre jugé suffisamment grand de cas semblables, méthode qu'on lui attribue parfois mais qu'il juge insatisfaisante, et qu'on pourrait qualifier de comparative. « Il voulait, par exemple, découvrir la nature de la chaleur (…). Sa méthode consista à faire des listes de corps chauds, des listes de corps froids, et des listes de corps de divers degrés de chaleur. Il espérait que ces listes montrerait quelque caractéristique toujours présente dans les corps chauds et absente des corps froids, et présente à des degrés divers dans les corps de différents degrés de chaleur. Par cette méthode il espérait arriver à des lois générales … ». Le préambule du De Antiquissima Sapientia Italorum se réfère explicitement aux « désirs de François Bacon », et le chapitre II du même ouvrage contient une critique de l'induction (« raisonnement par le genre »), qui reprend et affine la critique de Bacon.
Alors que Pascal (1623-1662) a beaucoup emprunté aux Italiens, principalement à Torricelli, dont il a examiné et discuté les expériences, pour son œuvre scientifique, il semble que ce soit plutôt l'aspect spirituel de son œuvre qui ait eu quelque écho en Italie, notamment auprès d'Antonio Muratori (1672-1750).
Les termes de Newton dans sa préface à la première édition des Principia ne sont pas sans évoquer les propres termes de Vico dans le De Antiquissima.

## Œuvres

### Premiers écrits
Vico écrit des poèmes et de courts écrits, dont le premier qui nous soit parvenu est Affetti di un desperato, poème lyrique et pessimiste influencé par Lucrèce. En 1703, il écrit un texte anticlérical, dans lequel il s'en prend aux moines. Il acquiert une certaine réputation comme homme de lettres et compose des écrits sur commande.

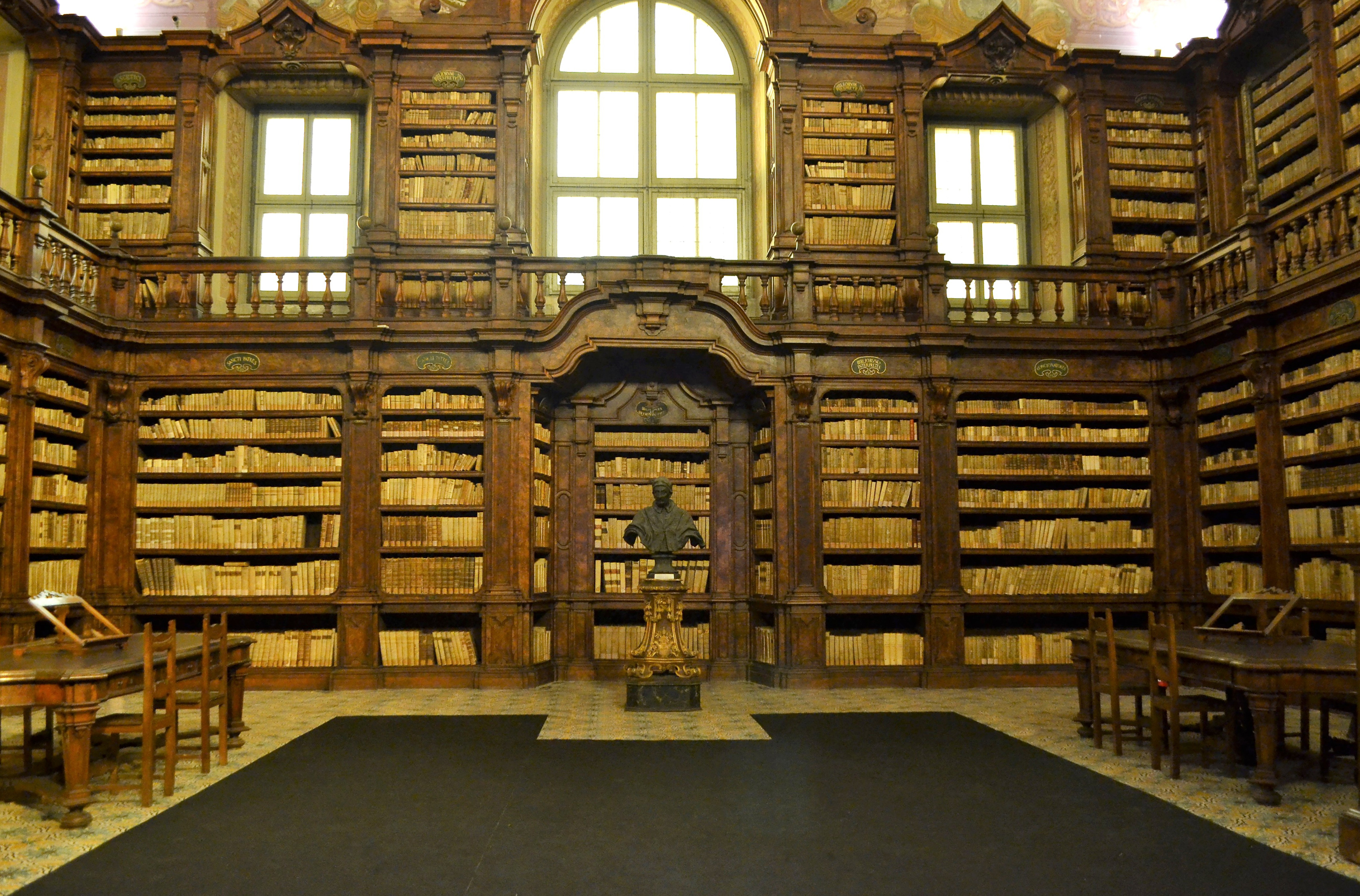
Salle Giambattista Vico de la Bibliothèque Girolamini, Naples

### Deux œuvres de métaphysique:De nostri temporis Studiorum rationeetDe Antiquissima Sapientia Italorum
Le De nostri temporis studiorum ratione est le premier ouvrage de Vico qu'on peut qualifier d'épistémologique, même si ce terme n'était pas en usage au temps de sa rédaction et publication (1709). La méthode des recherches y apparaît contenue tout entière dans trois choses : les instruments (instrumenta), les subsides (adimenta), et la fin. Vico adopte d'emblée une vision concrète et pratique des études (studiorum) et suggère une topique de cette méthode de la recherche, ordonnée autour du travail du chercheur, et, comme on l'a dit, constituée de trois choses :
1. les instruments qui sont appliqués à
2. des éléments matériels (subsides)
3. en vue d'une fin.

La méthode est propre à notre temps et à chaque recherche. Les instruments de ce temps comportent aussi bien le microscope pour l'anatomie que la méthode cartésienne pour la géométrie, le télescope pour l'astronomie et la boussole pour la géographie, ou encore la méthode géométrique utilisée en physique. Chaque discipline, selon son objet, possède sa méthode propre.
Le De antiquissima Italorum sapientia (1710) aborde des problèmes épistémologiques plus fondamentaux et, plus particulièrement, le plus fondamental, celui de la vérité. Seul, le premier livre, Liber metaphysicus a vu le jour, auquel aurait dû suivre un livre « physique » et un « moral ». L'approche et la méthode de Vico dans cet ouvrage est déconcertante pour un esprit moderne. Il prétend, en effet, tirer ses conceptions de l'étymologie des termes latins. Cette étymologie montrerait selon lui, que les Latins ont emprunté leur vocabulaire et les idées que convoie celui-ci à leurs prédécesseurs les Étrusques et les Ioniens, témoignant ainsi d'une sagesse autochtone antérieure à l'hellénisation de l'Italie.
L'équivalence du vrai et du fait (« verum et factum convertuntur ») est le point de départ de l'ouvrage. Factum est le participe passé de facere, faire, mais dans le sens de produire, fabriquer, voire créer. « Dieu est le premier Facteur ... Dieu est le Facteur de toutes choses... » (p. 10) ; « facteur », ici, est à comprendre de façon étymologique, comme le sujet, l'acteur, du verbe latin facere, c'est-à-dire celui qui fait, qui produit : cf. l'expression « facteur d'instrument ». Cette thèse est le fondement de toute la philosophie de Vico. Il en tire la conséquence que seul Dieu connaît l'univers, parce qu'Il en est le créateur. L'homme est le créateur des notions géométriques et a par conséquent une connaissance parfaite du point, de la ligne, et des autres notions de la géométrie qu'il élabore à partir de celles-ci. Il n'est pourtant pas tout à fait désarmé dans la connaissance de la nature, en ce qu'il peut en faire des fac-simile à travers les opérations de son industrie et les expérimentations.
Dans les sections III, sur Descartes, et IV, sur les Sceptiques, Vico montre que vérité et conscience ne sont pas corollaires l'un de l'autre, et que le premier donne une fausse solution aux faux problèmes posés par les seconds. La critique sceptique, telle que la résume Vico, et les difficultés qu'elle soulève, repose sur une distinction profonde et souvent méconnue entre la cause et l'effet. Le monde extérieur est censé être la cause des sensations, or celles-ci ne nous assurent en rien de l'existence et encore moins de la nature de celui-là. « ...Un témoignage n'est pas une cause ; c'est pourquoi le sceptique qui, dans sa sagacité, aura nié la certitude des causes, n'ira pas nier celle des témoignages » (p. 18). Pas plus que les sensualistes, le rationaliste Descartes ne parvient à contourner la difficulté sceptique. Celui-ci « maintient que savoir, c'est connaître les causes dont quelque chose provient » (p. 18), or la conscience ne nous renseigne jamais sur les causes de ce dont elle est le signe. Descartes échoue donc à réfuter le scepticisme.
Le chapitre II est intitulé « Des genres ou des idées (De generibus sive de ideis) » (p. 20). Vico y entreprend une clarification des notions de genre, forme, idée, universaux, individu, physique et métaphysique, et des notions associées. Les oppositions fondamentales sont celles entre « forme » et « universel », d'une part, et entre « métaphysique » et « physique », d'autre part.
L'objet du chapitre III est de préciser ce qu'il faut entendre par « cause », notion essentielle chez Vico, puisque celui qui fait est la cause de ce qu'il produit. « Les Latins confondent « causa » avec « negotium », autrement dit avec le travail (operatione), et ce qui naît d'une cause, ils l'appellent « effectus ». Ce qui s'accorde manifestement avec ce que nous avons dit du vrai et du fait ; car, si est vrai ce qui est fait, prouver par les causes est la même chose qu'effectuer, et ainsi la cause et l'activité (negotium) seront la même chose, à savoir le travail (operatio) ; et même chose le fait et le vrai, à savoir l'effet » (p. 25).
Le chapitre IV est composé de six sections. La première traite Des Essences ou Puissances, la seconde Des Points métaphysiques et des Conatus, et les quatre dernières de divers aspects du mouvement. Dans son ensemble, ce chapitre un peu foisonnant permet de comprendre la distinction essentielle pour Vico entre les domaines de la métaphysique et de la physique.
Le chapitre V distingue anima, comme principe de la vie et animus, comme principe du sentiment et de la pensée. Anima vivamus, animo sentiamus (29, p. 41). Suit une discussion sur le rôle et la localisation corporelle de ces deux principes. L'essentiel de cette discussion est obsolète, mais la conclusion de Vico reste pertinente : « Je dirais presque que la précaution la plus sûre à prendre pour méditer le vrai, c'est de se débarrasser de nos passions pour les choses (affectus rerum) plutôt que de nos préjugés. Car on ne viendra jamais à bout des préjugés, tant que durera la passion ; en revanche, une fois la passion éteinte, le masque tombe, que nous avions appliqué sur les choses; ne restent que les choses elles-mêmes » (p. 44).
Le chapitre VI (De la pensée) prépare en fait la suite de l'ouvrage, où il sera question de connaissance certaine, et où Vico revient sur sa critique du cartésianisme.
Le chapitre VII reprend l'ensemble des considérations métaphysiques précédentes et en tire les conclusions épistémologiques pour définir une sorte de code de bonne conduite dans la recherche scientifique. Trois facultés sont spécialement examinées par Vico : le sens, la mémoire ou imagination, et l' ingéniosité. Le sens est interne ou externe. Selon lui, les Anciens englobaient sous ce terme toutes les opérations de l'âme, c'est-à-dire non seulement les sensations et les perceptions externes, mais aussi les internes, comme les émotions, plaisir et douleur, les jugements, les délibérations, les souhaits (p. 48). La conscience d'un objet ne nous apprend rien sur la nature de celui-ci. Ce rejet du conscientisme, comme réponse insuffisante au scepticisme est un trait majeur de la pensée vichienne.
Mémoire et imagination sont les deux versants d'une même faculté de se représenter ce que les sens ont perçu. L'imagination ne fait qu'arranger de nouveau les images présentes dans la mémoire, et « l'homme ne peut rien imaginer qui excède la nature » (p. 48).
« Ingenium est la faculté de conjoindre dans une unité des choses séparées et opposées » (p. 49). C'est une faculté propre à l'homme et c'est la source des techniques et des sciences : « de même que la nature engendre ce qui est physique, de même l'homme produit ce qui est mécanique, et de même que Dieu serait l'artisan de la nature, de même l'homme serait le Dieu de l'artifice ? Oui bien sûr : d'où vient la science » (29, p. 49). Première indication sur le processus intime de la production de la science : l'ingéniosité permet de rassembler des éléments éloignés, voire opposés, et de construire ainsi à l'aide de ces éléments des artifices (par opposition aux productions naturelles) dont nous avons la science parce que nous les avons faits. La technique est en quelque sorte la preuve de la science.
Viennent ensuite les règles proprement dites de l'épistémologie, De la faculté de savoir avec certitude (De certa facultate sciendi). Il s'agit, en fait, de règles concernant la conduite des trois opérations principales de l'esprit : la perception, le jugement et le raisonnement, auxquelles s'appliquent respectivement : la topique, la critique et la méthode.
La topique doit être prise comme « une liste et un alphabet de questions à poser sur une matière donnée, afin de l'envisager sous tous ses aspects » (p. 52). Sa méconnaissance est une des lacunes de la méthode cartésienne. « Par quel moyen en effet l'idée claire et distincte de notre esprit serait-elle la règle du vrai si elle n'envisageait dans son ensemble tout ce qui est inhérent à une chose et tout ce qui s'y rapporte ? Et pour quelle raison serait-on certain d'avoir tout envisagé, si ce n'est pour avoir parcouru toutes les questions qui peuvent être posées concernant la chose dont il s'agit ? » (p. 52). L'intuition de l'esprit ne saurait remplacer l'exploration du réel, et celle-ci a besoin d'un art particulier, la topique. Celle-ci nous indique les différents lieux d'où se placer pour interroger la nature : « si, tenant le flambeau de la critique, il parcourt tous les lieux de la topique, alors il sera certain d'avoir connu la chose clairement et distinctement; car il l'aura soumise à toutes  les questions que l'on peut poser sur un sujet donné; et pour avoir épuisé ainsi les questions, la topique elle-même se transformera en critique » (p. 52).
Vico revient sur les rapports entre géométrie et physique : « ce n'est pas la méthode géométrique qu'il faut importer en physique, mais la démonstration géométrique elle-même » (29, p. 54). Se référant à Galilée et aux Anglais (Newton ?), il conclut qu'« il est donc juste d'expliquer les effets particuliers de la nature par des expériences particulières, qui soient des opérations particulières de la géométrie » (p. 54). Alors qu'il est légitime, en arithmétique et en géométrie, de poser des hypothèses et de construire sur celles-ci des raisonnements et des théories, qui sont vraies parce que nous les faisons, la nature ne saurait être soumise aux visions de notre esprit. On ne saurait donc construire déductivement une théorie générale de la nature à partir de simples axiomes et postulats. Par contre, recréer des effets naturels de manière que s'y appliquent les opérations mathématiques, cela est légitime et producteur de vérité. « Les choses physiques seront vraies quand nous les aurons faites; de même que les choses géométriques sont vraies pour les hommes parce qu'ils les ont faites » (29, p. 55).
Le huitième et dernier chapitre s'ouvre - opportunément ? - par une section intitulée Du créateur suprême. Il en ressort essentiellement que le monde est bon, puisqu'il est créature divine, et que ce n'est que par rapport à nos intérêts et nos passions que la fortune peut être dite bonne ou mauvaise.
Mais surtout, cette affirmation du règne absolu de Dieu sur la création permet de distinguer le domaine propre de la connaissance humaine, comme Vico le fait dans sa conclusion : « Tu as là, très sage Paolo Doria, la métaphysique qui convient à la faiblesse humaine, une métaphysique qui n'abandonne pas à l'homme toutes les vérités (comme le fait indûment le cartésianisme), ni ne les lui refuse toutes (comme le scepticisme), mais quelques-unes; une métaphysique compatible (commodam) avec la piété chrétienne, puisqu'elle distingue le vrai divin du vrai humain (évitant ainsi le panthéisme comme l'athéisme), et fait de la science divine la règle de la science humaine, non l'inverse (second reproche au cartésianisme); une métaphysique servante de la physique expérimentale que l'on cultive de nos jours pour le plus grand bien de l'humanité, en ce sens que c'est à cette métaphysique que nous devons de tenir pour vrai dans la nature ce dont nous faisons une sorte de maquette ressemblante (quid simile) dans nos expériences » (p. 58). Vico délimite nettement un domaine et une démarche, le facere et l'expérimentation, qui assurent à l'homme une connaissance autonome, non révélée, de la nature, alors même que la métaphysique dont elle procède est compatible avec le dogme catholique. À côté du dogmatisme de fondement religieux, c'est aussi un autre dogmatisme que prétend réfuter Vico. Le cartésianisme en est le modèle et Descartes l'inspirateur. Il s'agit d'un dogmatisme rationnel qui prétend connaître la nature à partir de nos propres sentiments présentés comme des axiomes. Aujourd'hui, cette forme de dogmatisme n'est pas abandonnée du tout, notamment dans les sciences humaines, économie et psychologie en tête. Vico, au contraire, se range résolument du côté de l'expérimentation. La science est ainsi établie à bonne distance du scepticisme et du dogmatisme, catholique comme cartésien.
Le De Antiquissima ne reçut pas un accueil très favorable et Vico en conçut quelque amertume. En 1711, le Giornale de' Letterati d'Italia de Venise publia une critique de l'ouvrage et Vico y répondit. Les critiques et les réponses sont très instructives sur le sens que Vico donnait à ses conceptions et sur la manière dont elles furent comprises.
Vico écrira encore d'autres œuvres de moindre importance, qui montrent son intérêt pour l'histoire et l'histoire du droit en particulier.

### LaScience Nouvelle relative à la Nature commune des nations
Vico publie, en 1725 puis en 1744, un ouvrage appelé Principes d'une science nouvelle relative à la nature commune des nations. Il entend fonder une science historique, en lieu et place de la pratique qui consistait à raconter l'histoire de manière linéaire, sans concepts. Vico conçoit sa démarche comme scientifique, et entend donner les principes de cette science, comme Newton donna ceux de la Philosophie de la Nature.
Prenant en compte l'évolution des institutions sociales comme la langue, le droit et la morale, Vico expose une théorie cyclique (corsi et ricorsi) de l’histoire, selon laquelle les sociétés humaines progressent à travers une série de phases allant de la barbarie à la civilisation pour retourner à la barbarie. Ces trois âges sont celui des dieux, avec l’émergence de la religion, de la famille et d’autres institutions de base ; celui des héros, où le peuple est maintenu sous le joug d’une classe dominante de nobles ; et celui des hommes, où le peuple s’insurge et conquiert l’égalité, processus qui marque cependant le début de la désintégration de la société.

## Grands thèmes de la pensée viquienne

### Leverum factum
La convertibilité du vrai et du fait constitue le fondement de sa philosophie : l'auteur, le créateur d'une chose en est la cause et peut par conséquent la connaître précisément dans la mesure où il en est la cause.

### La nature des choses consiste dans les circonstances de leur production
Elle n'est pas à rechercher dans des essences cachées ou des hypothèses métaphysiques, une chose consiste dans ce qui la produit.

### La connaissance de l'inconnu à partir du connu
La connaissance partielle et imparfaite de l'homme (par opposition à celle de Dieu, qui est complète et parfaite) procède essentiellement par analogie : on imagine ce qu'on ne connaît pas à partir de ce qu'on connaît. Dans l'opération, on réalise cette projection.

### Lavanité(boria) des nations et des érudits
C'est une application du principe précédent, mais qui conduit à l'erreur : les nations conçoivent la vie des autres nations à partir de leurs propres règles et coutumes ; et les savants projettent sur les peuples anciens leur savoir moderne. Dans les deux cas, la vanité leur fait prendre leurs propres idées pour celles des hommes qu'ils cherchent à comprendre.
La vanité (boria) est également, chez Vico, la prétention des nations à se donner une ancienneté, voire à se poser comme berceau de toute civilisation, et donc à revendiquer une origine noble et reculée.

### «Corsi» et «Ricorsi» dans l'histoire
Les nations suivent un cours qui les fait passer par les trois âges, divin, héroïque et humain. Lorsqu'une nation disparaît, par la conquête ou la décadence, les peuples de son sol la font renaître en passant de nouveau par ces trois âges.

### La Providence et la place de Dieu
Vico est catholique sincère et en même temps il adhère au mouvement moderniste de son temps. Dieu étant le créateur de toute chose, la vraie connaissance n'appartient qu'à Lui. L'histoire telle que Vico la comprend montre « l'Existence dans la Nature d'une République Eternelle qui, établie par la Providence Divine, revêt toujours les meilleures formes possibles » (Titre de la conclusion de La Science nouvelle).

## Influence de Vico

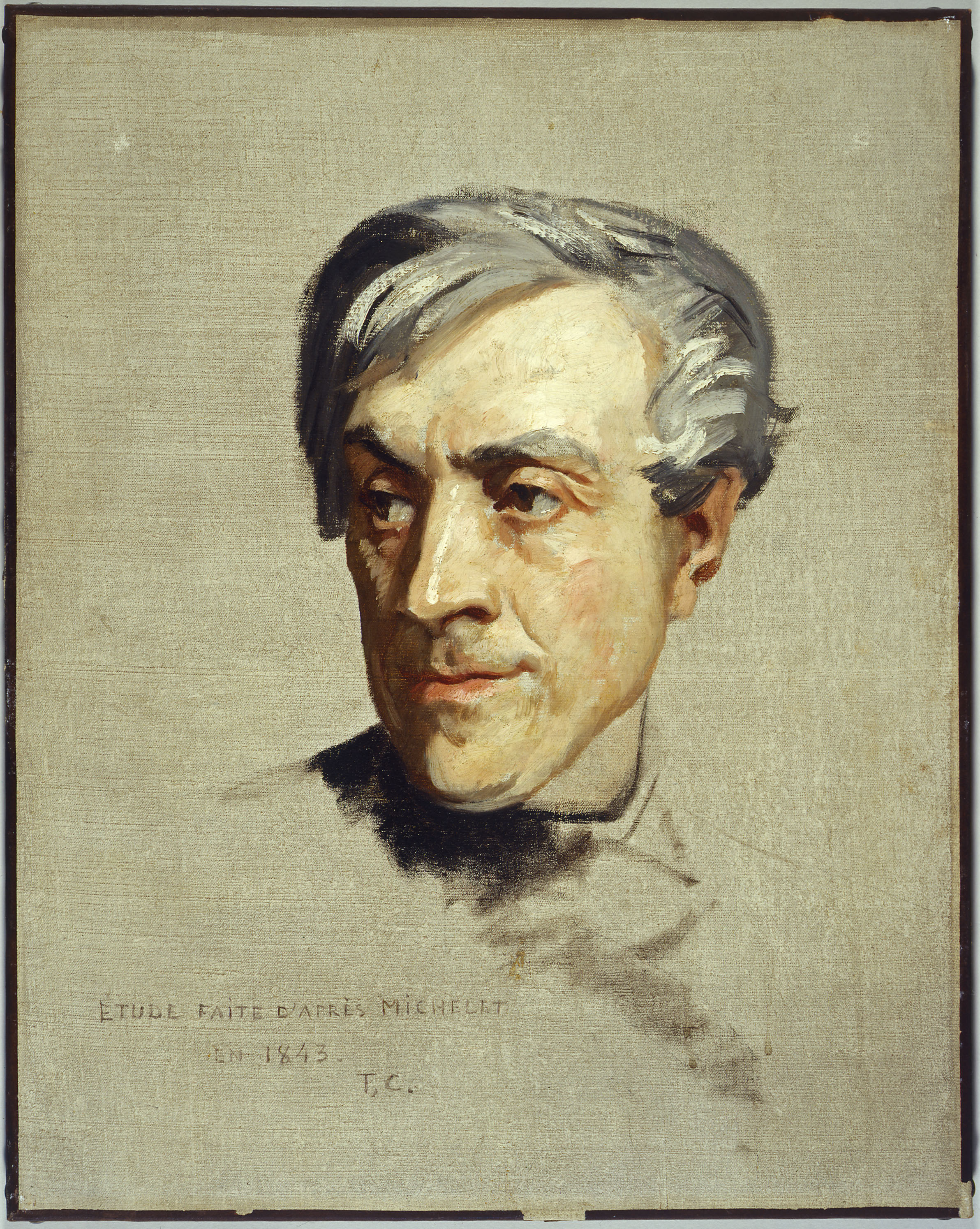
Jules Michelet par Thomas Couture, Musée des Beaux-Arts de la Ville de Paris

L'influence de Vico, reconnu de son vivant plutôt comme philologue que pour son système philosophique, se mesure surtout au début du XIXe siècle, lorsque Jules Michelet publie ses Principes de la philosophie de l’histoire (1835), et qu'il traduit et présente Vico comme un philosophe de l’histoire. Il en donne une lecture romantique. Son influence sera aussi considérable sur les idéalistes italiens Benedetto Croce et Giovanni Gentile, mais également sur le théoricien du syndicalisme révolutionnaire Georges Sorel. Bien qu'il n'ait pas été, à proprement parler, un historiciste, ceux-ci (Isaiah Berlin ou Hayden White) ont souvent attiré l'attention sur lui.
L'œuvre de Vico a vite été oubliée, probablement à cause aussi bien de son caractère hétérodoxe que de son obscurité plus ou moins volontaire (le style de Vico est à la fois concis, presque lapidaire, et compliqué, il a recours à des formes anciennes et emploie les mots dans des sens qui lui sont particuliers).

### Michelet (1798-1874)
C'est à Michelet qu'on doit de l'avoir redécouvert, non seulement en France mais aussi en Italie. Il est l'auteur des premières traductions des œuvres de Vico. Ses conceptions historiques en sont assez directement inspirées. Vico est l'un des premiers représentants d'une histoire qui n'est pas celle des "grands hommes", mais des modes de vie des peuples.

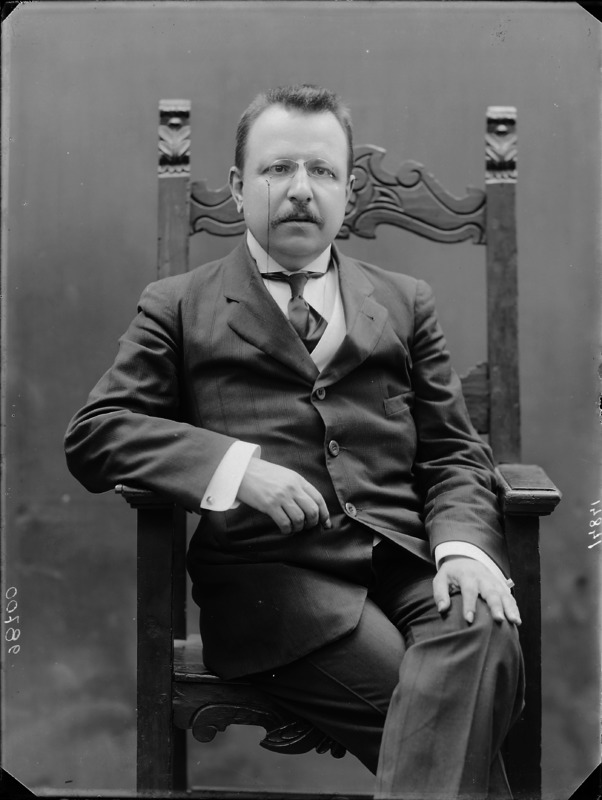
Benedetto Croce photographié par Mario Nunes Vais

### Benedetto Croce (1866-1952)
Entre Vico et Croce, il y a Hegel, qui fait écho au premier en ce sens que l'histoire est la réalisation du projet d'un esprit. « Vico disait que l'homme ne peut connaître que ce qu'il produit ; il peut connaître l'histoire, parce que c'est lui qui l'a faite. Cette idée, Croce l'étend à tout le connaissable, parce que toute la réalité est Esprit et que l'homme en est une incarnation. Par là on peut dire qu'il est en mesure de connaître la réalité physique, parce qu'elle n'est autre qu'un produit ou une expression de la réalité unique, qui est l'Esprit universel. Ce que Vico réservait à Dieu seul, la possibilité de connaître le monde physique, parce que c'est Dieu qui a fait ce monde, - Croce l'accord à l'homme qui, somme toute, est une forme transitoire de Dieu ».

### Les sciences humaines
Vico est souvent plus connu parmi les linguistes et les historiens que parmi les philosophes. On lui attribue souvent, outre les théories des trois âges, et des corsi et ricorsi, la paternité des méthodes comparatives en linguistique et en histoire.

### Le pragmatisme
Charles Sanders Peirce (1839-1914), John Dewey (1859-1952), et P. W. Bridgman (1882-1961) représentent, chacun à sa manière, un courant philosophique qui voit dans l'opération un mode de connaissance, et se rattachent par là à la théorie du verum-factum de Vico.

### Historicisme contre cartésianisme
Vico est un farouche opposant du cartésianisme (La méthode des études de notre temps, 1708) et se propose d'élaborer une approche plus humaniste de l'homme et des savoirs (De l'antique sagesse de l'Italie, 1710).
Son ouvrage majeur est Principi di scienza nuova d’intorno alla comune natura delle nazioni (« La Science nouvelle », 1725, multiples modifications jusqu'en 1744).

### Le constructivisme épistémologique
Vico est en outre considéré comme une référence pour l'épistémologie constructiviste, Ernst von Glasersfeld le qualifiant de « premier vrai constructiviste » (dans An Introduction to Radical Constructivism). Jean-Louis Le Moigne parle des « trois V du constructivisme » : Léonard de Vinci, Giambattista Vico et Paul Valéry.

### Sémiologie de la métaphore

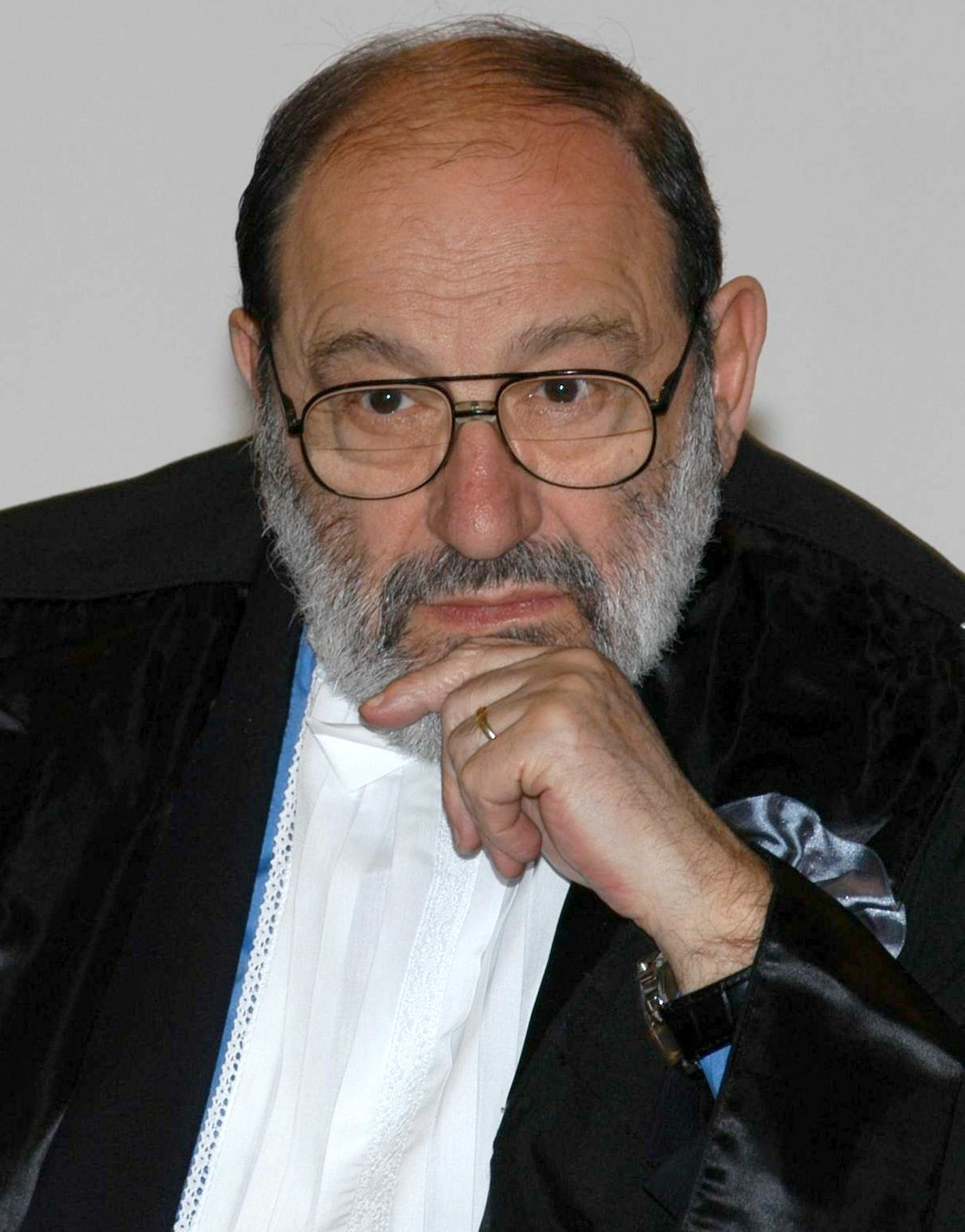
Umberto Eco

Sa théorie de la métaphore, présentée dans la partie de la Science Nouvelle qui traite de la poésie (« De la logique poétique »), a influencé la propre sémiologie de la métaphore d'Umberto Eco. Ce dernier consacre un paragraphe à Vico dans Sémiotique et philosophie du langage. Selon Eco, la théorie de la métaphore de Vico est rationaliste, dans la lignée d'Aristote qui définit la métaphore comme une analogie rapprochant deux objets sémantiques en apparence opposés, enrichissant ainsi l'encyclopédie culturelle sous-jacente au langage. « Rationaliste » s'oppose chez Eco au courant « déconstructionniste », dont le premier représentant est Jacques Derrida. Cette dernière approche, toujours selon Eco, et contrairement au rationalisme d'Aristote et de Vico, prétend qu'il est impossible d'unifier une métaphore en une analogie réglée, et que les métaphores se produisent au hasard et à l'infini, déréglant l'ensemble du langage et du domaine du sens.

### Langue et littérature
Selon Nathalie Léger, Samuel Beckett, en choisissant d'écrire en français plutôt qu'en anglais, met en pratique l'idée de Vico formulée dans cet extrait: « Quiconque désire exceller en tant que poète doit désapprendre la langue de son pays natal, et retourner à la misère primitive des mots. »

## Citations
- Verum ipsum factum (« Le vrai est le faire même »).
- Verum et factum convertuntur (« Le vrai et le fait sont convertibles »).

## Œuvres publiées en français
- De l'antique sagesse de l'Italie, trad. de Jules Michelet, présentation et notes par Bruno Pinchard, Paris, Garnier-Flammarion, 1993.
- La Science Nouvelle (La Scienza Nuova), Traduction intégrale d'après l'édition de 1744 par Ariel Doubine, Présentation par Benedetto Croce, Introduction, notes et index par Fausto Nicolini, Paris, Nagel, 1953
- La Science Nouvelle, Principes d'une science nouvelle relative à la nature commune des nations, 1744, traduit de l'italien et présenté par Alain Pons, Paris, Fayard, 2001
- La Science Nouvelle (1725), Gallimard, Tel, 1993.
- Vie de Giambattista Vico écrite par lui-même, trad. de Jules Michelet, revue, corrigée et présentée par Davide Luglio, Paris, Allia, 2004, 190 p.  (ISBN 2-84485-111-8).
- De la méthode des études de notre temps (De nostris tempore sudiorum ratione), 1708 traduction du texte intégral avec présentation par Alain Pons (sur le site de MCXAPC)
- Giambattista Vico / Origine de la poésie et du droit (traduction du De constantia jurisprudentis), traduit par C.Henri et A. Henry, introduction par Jean-Louis Schefer, Paris, Café Clima, 1983. Nouvelle édition, Paris, Allia, 2019.
- Sentiments d’un désespéré, présentation et traduction par Alain Pons, in Poésie, no 27, Paris, 1983.
- Giambattista Vico / Vici Vindiciae, traduit du latin par D. Luglio et B. Perigot, présentation et notes par D. Luglio, Paris, Allia, 2004.